# Stazione di Las Águilas
La stazione di Las Águilas è una stazione ferroviaria  di Madrid, sulla linea Móstoles-El Soto - Parla.
Forma parte della linea C5 delle Cercanías di Madrid.
Si trova sotto avenida del General Fanjul, nell'omonimo quartiere del distretto Latina di Madrid.

## Storia
La stazione è stata inaugurata nel 1976 in occasione dell'inaugurazione della linea che collegava Aluche e Móstoles.